# Cartwright (Newfoundland en Labrador)
Cartwright (Inuktitut: Natsitok) is een gemeente in de Canadese provincie Newfoundland en Labrador. De gemeente ligt aan de Favorite Tickle, een goed afgeschermd zeegat aan de oostkust van het schiereiland Labrador.

## Geschiedenis
Cartwright fungeert sinds de late 19e eeuw als een centrale plaats aan de Labradorse oostkust ten aanzien van de naburige gehuchten (zoals het ondertussen hervestigde North River).
In 1956 werd Cartwright door het provinciebestuur officieel erkend als een gemeente met de status van local government community (LGC). Het is in diezelfde periode dat Cartwright als relatief grote kustplaats de inwoners van enkele kleine hervestigde vissersnederzettingen naar zich wist toe te trekken (bijvoorbeeld die van Table Bay).
In 1980 werden LGC's op basis van de Municipalities Act als bestuursvorm afgeschaft. De gemeente werd daarop automatisch een community om een aantal jaren later uiteindelijk een town te worden.

## Transport
Cartwright is met het de rest van het wegennet van Labrador verbonden via de 94 km lange provinciale route 516.
Tijdens de warme maanden vertrekt er voorts wekelijks een veerboot naar enerzijds het westelijk gelegen Happy Valley-Goose Bay (330 km; twaalf uur) en anderzijds de zuidoostelijk gelegen outport Black Tickle (113 km; vierenhalf uur).
Cartwright Airport, een vliegveld met vluchten naar Goose Bay en Black Tickle, bevindt zich 2 km ten zuidwesten van het dorp.

## Demografie
Ten tijde van de volkstelling van 1951 telde Cartwright 244 inwoners. In de twee daaropvolgende decennia kende de plaats een zeer sterke demografische groei. Die culmineerde in 1971 met een bevolkingsomvang van 752, ofwel meer dan een verdrievoudiging op twintig jaar tijd.
Begin jaren 70 kende de plaats echter een bevolkingsterugval. Na ruim tien jaar stagnering volgde er een nieuwe stevige demografische terugval eind jaren 80. In de jaren 90 van de 20e eeuw schommelde de bevolkingsomvang rond de 630 inwoners.
Vanaf het begin van de 21e eeuw gaat het inwoneraantal van Cartwright jaarlijks structureel achteruit, een trend die in lijn ligt met veel afgelegen kustplaatsen in de provincie. In 2021 telde de gemeente nog 439 inwoners, wat neerkomt op een daling van 190 inwoners (-30,2%) in twintig jaar tijd. In vergelijking met 1971 betreft het een daling met 313 inwoners (-41,6%).
- Bron: Statistics Canada (1951–1986[2], 1991–1996[6], 2001–2006[7], 2011–2016[8], 2021[9])

## Gezondheidszorg
Gezondheidszorg wordt in de gemeente aangeboden door de Cartwright Community Clinic. Deze kliniek valt onder de bevoegdheid van de gezondheidsautoriteit Labrador-Grenfell Health en biedt de inwoners eerstelijnszorg en spoedzorg aan. Er zijn vijf personeelsleden in dienst, drie verpleegkundigen, een personal care attendant en een onderhoudsmedewerker, met daarnaast de regelmatige aanwezigheid van een bezoekend arts.

## Galerij

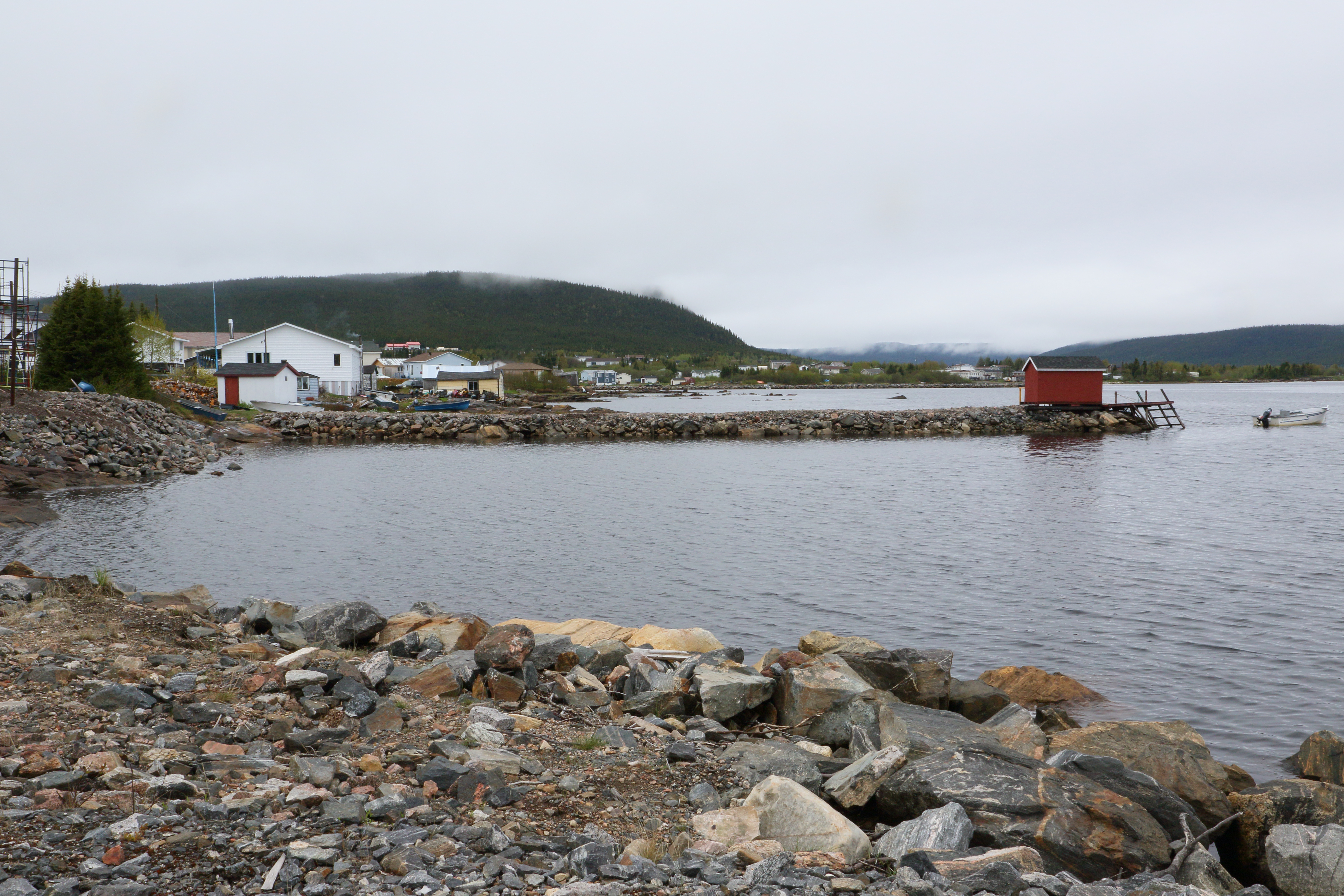
Zicht op het dorp
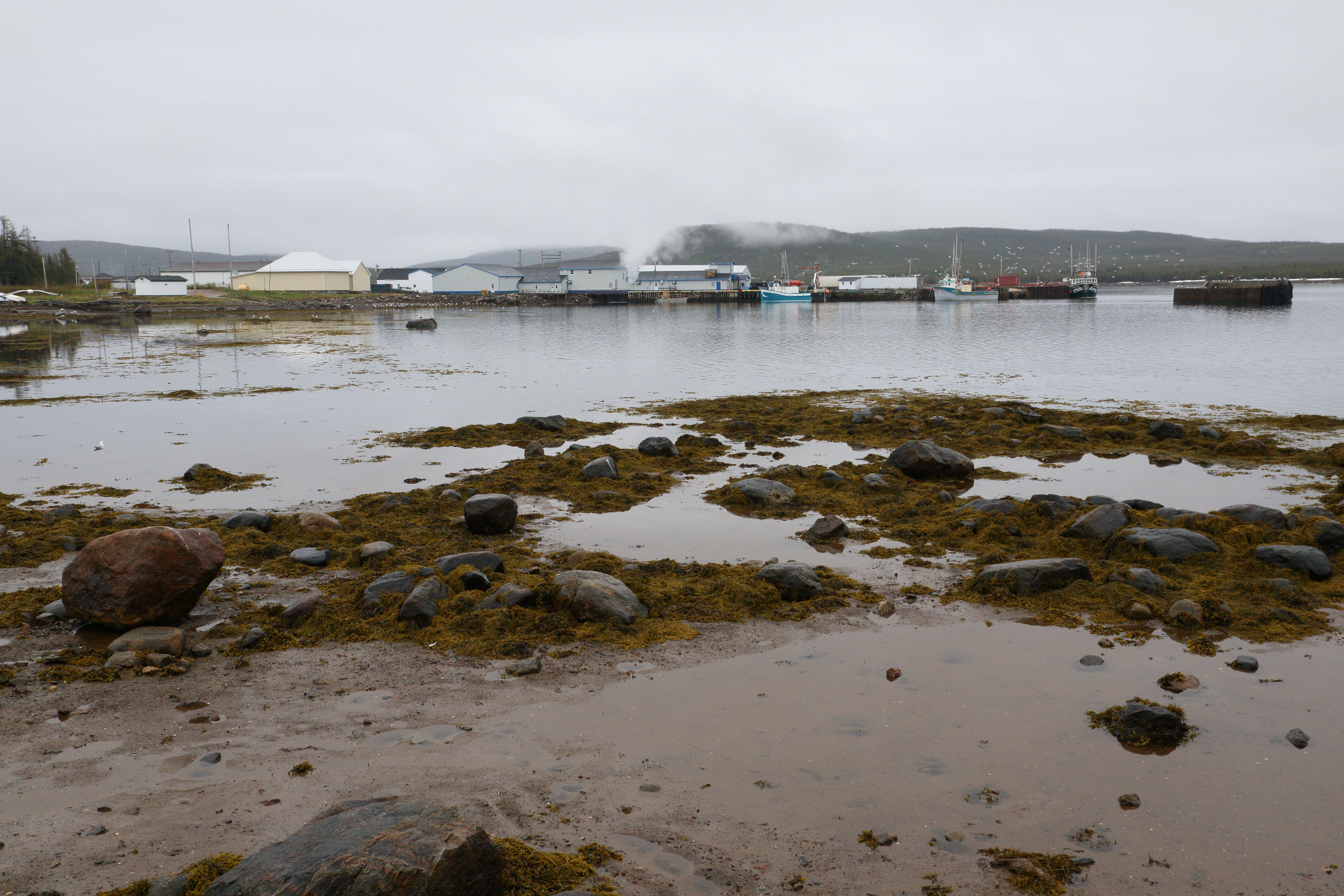
De haven van Cartwright
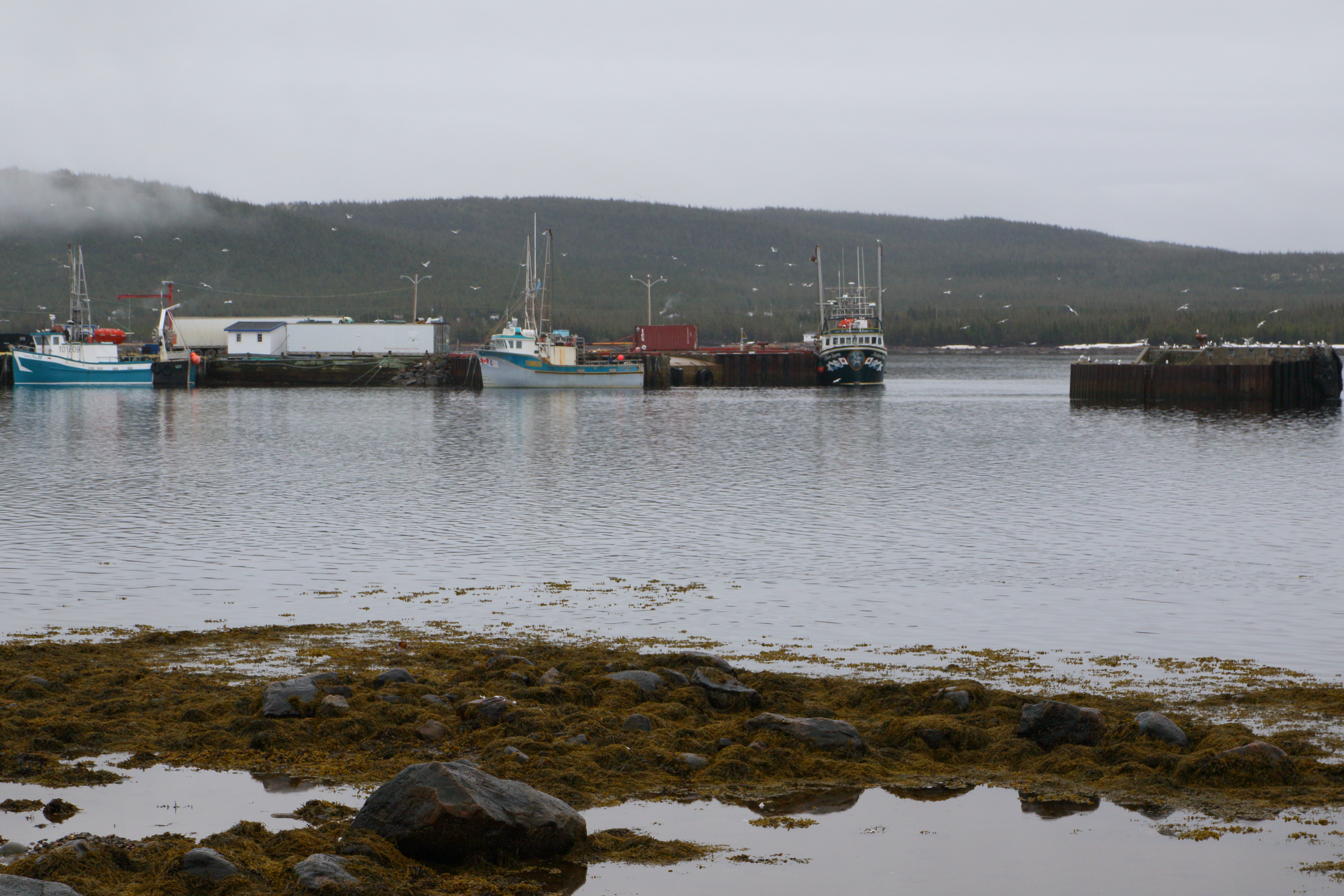
Vissersboten aangemeerd in de haven
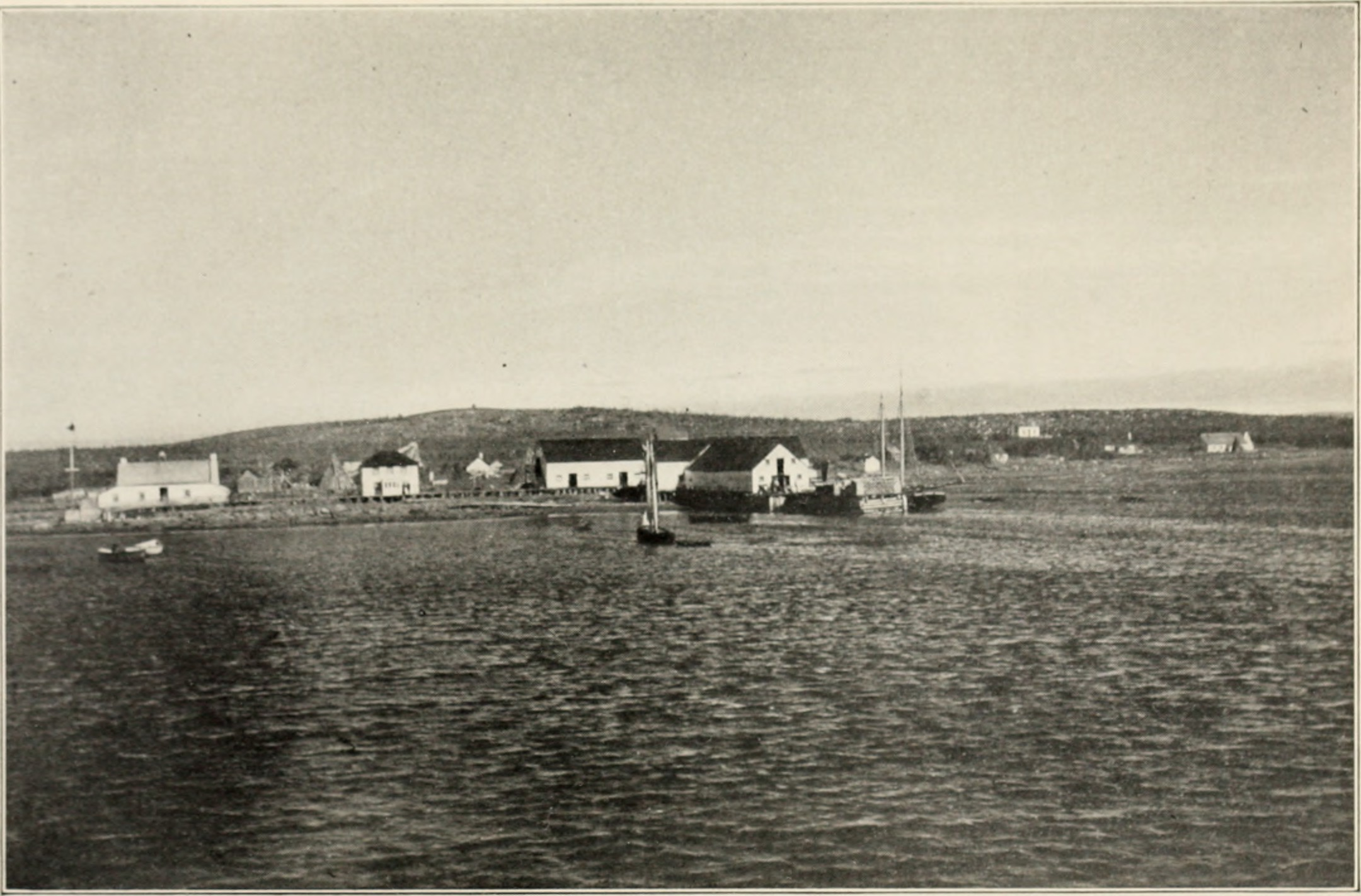
Zicht op Cartwright uit ca. 1911